# Bauhaus Museum Dessau
Il Bauhaus Museum Dessau è un museo situato in uno dei parchi cittadini nel centro della città di Dessau, gestito dalla Bauhaus Dessau Foundation.

## Storia
Nel 2015 fu indetto un concorso internazionale per scegliere il progetto del nuovo edificio per ospitare il museo. Su 831 partecipanti, fu scelto il progetto dell'architetto González Hinz Zabala dello studio di architettura spagnolo Addenda Architects. La posa della prima pietra è avvenuta il 4 dicembre 2016.
L'inaugurazione del Bauhaus Museum Dessau si è svolta l'8 settembre 2019 con la presenza della cancelliere Angela Merkel.
La collezione del museo comprende circa 49 000 opere, rendendola la seconda più grande collezione di oggetti legati alla Bauhaus nel mondo.